# 파토 호프만
파토 호프만(Pato Hoffmann, 1956년 8월 23일 ~ )은 볼리비아의 배우이다.
라파스에서 태어났다.

## 영화
- 마지막 겨울 (2006년)
- 펜드롬 (2001년)
- 미티어라이트 (1998년)
- 레이븐 호크 (1996년)
- 와일드 빌 (1995년)
- 바람의 딸 (1994년)
- 닥터 퀸 (1993년)